# Michel Der Zakarian
Pour les articles homonymes, voir Zakarian.
Michel Der Zakarian (en arménien : Միքայել Տեր–Զաքարյան), né le 18 février 1963 à Erevan en Arménie, est un footballeur international arménien reconverti entraîneur, il évoluait au poste de défenseur central.
Il possède également la nationalité française
Évoluant au poste de défenseur central, il fait ses débuts professionnels en 1980 au Football Club de Nantes, avec lequel il remporte le championnat de France en 1983, puis joue pour le Montpellier HSC jusqu'en 1997. International junior français, il choisit en 1996 la sélection arménienne avec laquelle il dispute cinq rencontres.
À partir de 2007, il officie comme entraîneur dans plusieurs clubs de Ligue 1, notamment ceux qu'il a connus comme joueur, effectuant cinq saisons à Nantes et à Montpellier (en deux passages dans les deux cas), ainsi qu'au Clermont Foot, au Stade de Reims et au Stade brestois 29 avec lequel il finit 11e en 2021-2022.
Il est nommé entraîneur du Stade Malherbe Caen, en Ligue 2, le 18 février 2025. Dès son arrivée, son coaching est concluant avec 1 victoire et un nul, brisant la série de 9 défaites dès son deuxième match.

## Biographie

### Huit saisons au FC Nantes
Né le 18 février 1963 à Erevan en Arménie, Michel Der Zakarian découvre le football au Vivaux-Marronniers Sports, club du dixième arrondissement de Marseille où ses parents se sont installés après sa naissance. Il rejoint en 1974 l'AS Mazargues et remporte la coupe nationale minimes en 1977 avec la ligue de Méditerranée. Repéré par le FC Nantes, il signe chez les Canaris en 1979. Il remporte, en 1980 avec la réserve nantaise, le championnat de France de troisième division groupe Centre-Ouest, associé en défense centrale à Seth Adonkor. Il est en fin de saison appelé en équipe de France juniors et dispute le championnat d'Europe juniors en Allemagne de l'Est. L'année suivante, il dispute de nouveau cette compétition en Allemagne de l'Ouest. Michel Der Zakarian et ses coéquipiers terminent troisième de la compétition après une victoire aux tirs au but face à l'Espagne. Il compte au total environ 25 sélections en équipes de France de jeunes.
Il débute en équipe première lors de la huitième journée du championnat 1981-1982 face à l'AS Monaco. L'entraîneur Jean Vincent le fait entrer en remplacement de Patrice Rio à la vingtième minute de la rencontre remportée sur le score de trois buts à un. Il dispute au total dix-huit matchs au côté de Maxime Bossis lors de cette saison. L'année suivante, il participe à l'obtention du titre de champion en 1983, même s'il ne dispute qu'un seul match de championnat.
Il ne s'impose véritablement comme stoppeur qu'en 1984-1985 à la suite du départ de Patrice Rio et du décès de Seth Adonkor. Il termine deux fois vice-champion de France de D1 en 1985 et en 1986. Il atteint également les quarts de finale de Coupe de l'UEFA avec les Nantais en 1986. Lors de cette campagne européenne, il marque d'ailleurs son unique but en Coupe d'Europe lors du quart de finale retour opposant le FC Nantes à l'Inter Milan. 

### Dix saisons au Montpellier HSC
Après neuf ans sous le maillot nantais, Der Zakarian rejoint en 1988 le Montpellier HSC, pour y être associé en défense centrale au Brésilien Júlio César. La saison suivante, le recul de Laurent Blanc en défense le pousse vers le banc des remplaçants et il ne participe pas à la finale gagnée par son club en coupe de France. En 1990-1991, il est mis en concurrence avec Jean-Manuel Thétis, il dispute néanmoins vingt matchs en championnat et trois matchs en Coupe des vainqueurs de coupe. Lors du quart de finale face à Manchester United à Old Trafford, il est victime d'une rupture des ligaments du genou mais refuse de quitter le terrain.
Après le départ de Laurent Blanc au SSC Naples, Michel Der Zakarian devient le nouveau capitaine du club montpelliérain et en fin de saison, il remporte avec ses coéquipiers la Coupe de la Ligue, alors compétition estivale, en battant en finale le SCO Angers sur le score de trois à un. En 1994, le MHSC atteint la finale de la Coupe de France après s'être imposé, en demi-finale, face au RC Lens, au stade Félix-Bollaert, (2-0). Les Montpelliérains sont battus par l'AJ Auxerre dans un match à sens unique (0-3). Le club termine la saison à la septième place en championnat puis, dispute en juillet 1994, sa seconde finale de coupe de la Ligue face au RC Lens, qui remporte le trophée sur le score de trois à deux. La saison suivante s'avère difficile, le club termine 17e du championnat et premier non-relégable. En 1996, le MHSC termine sixième du championnat et atteint les demi-finales de la coupe de France, mais s'y incline par surprise face au Nîmes Olympique, rival historique alors en National. 
Il obtient sa première sélection nationale avec l'équipe d'Arménie le 31 août 1996 face au Portugal mais doit sortir au bout de neuf minutes de jeu dans ce match de qualification pour la Coupe du monde 1998. Sa saison 1996-1997 est marquée par de nombreuses blessures et il ne dispute que trois rencontres de championnat avec son club, mais cinq avec l'équipe d'Arménie. Il arrête sa carrière professionnelle en fin de saison, après un dernier match en Ukraine avec l'Arménie, le 7 mai 1997 (1-1).

### Carrière d'entraîneur
À la fin de sa carrière sportive, Michel Der Zakarian intègre le staff technique du Montpellier HSC. Il est responsable de l'équipe C de Montpellier HSC en 1998 puis responsable de l'équipe réserve, en CFA, l'année suivante. En 2000, il devient entraîneur adjoint de l'équipe première auprès de Michel Mézy, puis il reprend la saison suivante la responsabilité de l'équipe réserve, poste qu'il occupe jusqu'en 2006.

#### Retour au FC Nantes
En juillet 2006, il est embauché par le FC Nantes pour prendre en charge les joueurs non retenus en équipe première pendant l'été. D'abord non conservé, il est rappelé en octobre pour devenir l'adjoint de Georges Eo, qui vient de remplacer Serge Le Dizet. Le 12 février 2007, Eo est remercié à son tour et Michel Der Zakarian devient co-entraîneur du club avec Japhet N'Doram, jusque là directeur sportif du club. Malgré la relégation du club en Ligue 2, Rudi Roussillon puis son remplaçant Luc Dayan, lui font confiance pour continuer à entraîner le FC Nantes, mais seul, dorénavant. 
À la fin de l'été, le club nantais est racheté par Waldemar Kita. Ce dernier pense à le remplacer avant de se raviser. Der Zakarian mène l'équipe à la seconde place de Ligue 2 et obtient le retour espéré en Ligue 1. Son contrat est reconduit, mais pour un an seulement. Il est finalement remercié dès le 26 août 2008, après seulement trois journées de championnat sans victoire.

#### Clermont Foot
En juin 2009, Michel Der Zakarian signe au Clermont Foot, club disposant d'un des budgets les plus modestes de Ligue 2, où il succède à Didier Ollé-Nicolle. Pour sa première saison, le club est en course pour l'accession en Ligue 1 jusqu'à la dernière journée, qui voit Clermont se déplacer sur le terrain d'Arles-Avignon, son concurrent pour l'accession en Ligue 1. Clermont s'incline et termine sixième.
La deuxième saison est plus difficile mais Clermont termine à une honorable 7e place. Lors de sa troisième année au club, durant la saison 2011-2012, Clermont Foot réalise un excellent début de saison, au point d'être sacré « champion d'automne ». Mais la suite est plus difficile, l'équipe est rattrapée par Reims, Bastia puis Troyes, et termine à la cinquième place, avec 58 points. C'est le meilleur bilan de l'histoire du club en Ligue 2. Der Zakarian est élu meilleur entraîneur de Ligue 2 sur l'année 2011 par le magazine France Football, et nommé aux Trophées UNFP 2012 dans la catégorie meilleur entraîneur de Ligue 2.

#### Nouveau retour au FC Nantes
Après trois saisons passées au Clermont Foot, Michel Der Zakarian est rappelé par le FC Nantes, retombé en Ligue 2, qui le débauche de Clermont et officialise sa signature le 1er juin 2012. Il remplace Landry Chauvin avec l'objectif de faire remonter le club qu'il avait déjà fait monter en 2008. Les Nantais font partie des trois premiers pratiquement toute la saison et assurent leur retour dans l'élite avec une dernière victoire face au CS Sedan Ardennes le 17 mai 2013 (1-0) devant plus de 36 000 spectateurs.
La saison suivante, Der Zakarian permet au FCN de terminer à la 13e place de Ligue 1, grâce notamment à une brillante première moitié de saison. C'est la première fois depuis 2006 que le club se maintient dans l'élite. La saison 2014-2015, pourtant marquée par une interdiction de recrutement au mercato 2014, démarre bien et est marquée par une série de neuf matchs sans défaite entre septembre et novembre 2014. La seconde partie de saison est plus difficile et le club termine à la quatorzième place du championnat avec la sixième meilleure défense et la dernière attaque,. Après une saison 2015-2016 conforme à la précédente, synonyme de troisième maintien d'affilée, alors qu'il est en fin de contrat et entretient de fraîches relations avec le président Waldemar Kita, il quitte le club en fin de championnat.

#### Stade de Reims
Sa nomination à la tête du Stade de Reims est officialisée le 23 mai 2016. Il se voit alors confier une mission qu'il connaît bien : faire accéder le club à la Ligue 1, alors qu'il vient d'être relégué. Reims pointe encore au deuxième rang à neuf journées de la fin, mais ne gagne qu'un seul des derniers matchs et termine à une décevante septième place. 

#### Montpellier HSC
Le 23 mai 2017, Michel Der Zakarian est nommé entraîneur du Montpellier HSC, en Ligue 1. Le club montpelliérain le débauche, lui et son adjoint Franck Rizzetto, deux anciens joueurs du club, et verse pour cela une indemnité au Stade de Reims. Malgré un budget modeste, il parvient à stabiliser le club dans la première moitié du championnat, conformément à l'objectif de ses dirigeants. Montpellier termine 10e en 2017-2018, 6e en 2018-2019, 8e en 2019-2020 et en 2020-2021.
Son équipe atteint aussi les demi-finales de la Coupe de la Ligue en 2017-2018 et Coupe de France en 2020-2021, battue respectivement par l'AS Monaco et le Paris SG, aux tirs au but. En 2019-2020, une édition interrompue par la pandémie de Covid, son équipe ne manque la qualification pour la coupe d'Europe que d'un point.
Après quatre saisons réussies sur le banc Montpelliérain, il décide de quitter le club en fin de saison 2020-2021,,. Lors de sa dernière saison, seuls deux entraîneurs de Ligue 1 ont une plus longue longévité à leur poste, Thierry Laurey à Strasbourg et Stéphane Moulin à Angers.

#### Stade brestois
Michel Der Zakarian est intronisé à la tête de l'équipe première du Stade brestois, en Ligue 1, le 21 juin 2021, prenant la suite d'Olivier Dall'Oglio qui fait le chemin inverse vers l'Hérault. Il y signe un contrat de deux ans plus une année en option. Il arrive avec Franck Rizzetto toujours, ainsi qu'un deuxième adjoint, David Bechkoura. Ses débuts dans le Finistère sont difficiles, son équipe ne remportant aucune victoire lors des onze premières journées de championnat et pointant à la 18e place avec six points. L'équipe redresse ensuite la barre, enchaînant notamment six victoires consécutives, dont une face à l'Olympique de Marseille, au stade Vélodrome (17e journée, victoire 1-2). Revenu dans le « ventre mou » du championnat, le Stade brestois s'y maintient et termine la saison à la 11ème place.
En 2022-2023, son équipe connaît de nouveau dix premières journées de championnat compliquées, avec seulement une victoire et une cinglante défaite à domicile face à Montpellier (quatrième journée, défaite 0-7). Alors que Brest pointe à la dernière position avec six points, il est remercié le 11 octobre 2022, Bruno Grougi assurant l'intérim.

#### Retour au Montpellier HSC
Le 8 février 2023, presque deux ans après avoir quitté Montpellier, Michel Der Zakarian y fait son retour en tant qu'entraîneur principal, à la suite de la mise à pied de Romain Pitau, qui avait remplacé Dall'Oglio pendant l'automne. Alors que l'équipe de Pitau n'a gagné que deux matchs sur douze, au point de craindre une éventuelle relégation en fin de saison, Der Zakarian en remporte cinq lors de ses six premiers et obtient un maintien finalement confortable. Son équipe se maintient également la saison suivante, en 2023-2024, avec finalement une 12e place.
La saison 2024-2025 démarre difficilement, alors que le club connaît d'importants soucis financiers et n'a pratiquement pas pu se renforcer. Le 20 octobre, vingt minutes après la lourde défaite (5-0) à La Mosson face à l'Olympique de Marseille pour le compte de la 8e journée de la saison 2024-2025, le président du MHSC Laurent Nicollin annonce son licenciement, alors que le club est lanterne rouge avec une seule victoire (pour un match nul et cinq défaites), avec la pire défense et la pire différence de buts. Jean-Louis Gasset le remplace à la tête de l'équipe mais le club finira lanterne rouge en fin de saison et descendra en Ligue 2.

#### Echec au Stade Malherbe Caen
Quatre mois après son limogeage du MHSC, le 18 février 2025, Michel Der Zakarian retrouve un nouveau banc de touche en Ligue 2 au Stade Malherbe de Caen, où il est nommé entraîneur. Mais il ne peut empêcher la relégation de son équipe en National et n'arrivera pas à sortir de la dernière place. Sur la saison 2024-2025, les deux équipes qu'il entraine connaissent la descente.

## Palmarès

### Joueur

#### En club
- Champion de France en 1983[Note 1] avec le FC Nantes
- Champion de France de Division 3 (groupe Centre-Ouest) en 1980 avec le FC Nantes B
- Vainqueur de la Coupe de France en 1990 avec Montpellier HSC
- Vainqueur de la Coupe Nationale Minimes en 1977 avec la Ligue de Méditerranée
- Vice-Champion de France en 1985 et en 1986 avec le FC Nantes
- Finaliste de la Coupe de France en 1994 avec Montpellier HSC

#### En équipe de France Juniors
- 3e du championnat d'Europe en 1981

#### En équipe d'Arménie
- 5 sélections entre 1996 et 1997

### Entraîneur
- Vice-Champion de France de Ligue 2 en 2008 avec le FC Nantes
- 3e du championnat de France de Ligue 2 en 2013 avec le FC Nantes

### Distinctions personnelles
- Élu Meilleur Entraineur de Ligue 2 en 2011 et en 2012 par le magazine France Football[39],[40]
- Nommé aux Trophées UNFP dans la catégorie Meilleur Entraineur de Ligue 2 en 2012[41].

## Statistiques

### En club
Le tableau ci-dessous résume les statistiques en match officiel de Michel Der Zakarian durant sa carrière de joueur professionnel.
| Saison                | Club                  | Championnat           | Championnat | Championnat | Coupe(s) nationale(s) | Coupe(s) nationale(s) | Compétition(s) continentale(s) | Compétition(s) continentale(s) | Compétition(s) continentale(s) | Arménie | Arménie | Total | Total |
| Saison                | Club                  | Division              | M.          | B.          | M.                    | B.                    | Comp.                          | M.                             | B.                             | M.      | B.      | M.    | B.    |
| 1981-1982             | FC Nantes             | Division 1            | 15          | 0           | 1                     | 0                     | C3                             | 2                              | 0                              | -       | -       | 18    | 0     |
| 1982-1983             | FC Nantes             | Division 1            | 1           | 0           | 1                     | 0                     | -                              | -                              | -                              | -       | -       | 2     | 0     |
| 1983-1984             | FC Nantes             | Division 1            | 3           | 0           | 2                     | 0                     | -                              | -                              | -                              | -       | -       | 5     | 0     |
| 1984-1985             | FC Nantes             | Division 1            | 34          | 0           | 7                     | 0                     | -                              | -                              | -                              | -       | -       | 41    | 0     |
| 1985-1986             | FC Nantes             | Division 1            | 36          | 0           | 1                     | 0                     | C3                             | 8                              | 1                              | -       | -       | 45    | 1     |
| 1986-1987             | FC Nantes             | Division 1            | 31          | 0           | 0                     | 0                     | -                              | -                              | -                              | -       | -       | 31    | 0     |
| 1987-1988             | FC Nantes             | Division 1            | 21          | 1           | 3                     | 0                     | -                              | -                              | -                              | -       | -       | 24    | 1     |
| Sous-total            | Sous-total            | Sous-total            | 141         | 1           | 15                    | 0                     | -                              | 10                             | 1                              | -       | -       | 166   | 2     |
| 1988-1989             | Montpellier PSC       | Division 1            | 32          | 0           | 2                     | 0                     | -                              | -                              | -                              | -       | -       | 34    | 0     |
| 1989-1990             | Montpellier HSC       | Division 1            | 24          | 0           | 2                     | 0                     | -                              | -                              | -                              | -       | -       | 26    | 0     |
| 1990-1991             | Montpellier HSC       | Division 1            | 20          | 0           | 0                     | 0                     | C2                             | 3                              | 0                              | -       | -       | 23    | 0     |
| 1991-1992             | Montpellier HSC       | Division 1            | 32          | 2           | 2                     | 0                     | -                              | -                              | -                              | -       | -       | 34    | 2     |
| 1992-1993             | Montpellier HSC       | Division 1            | 32          | 2           | 4                     | 1                     | -                              | -                              | -                              | -       | -       | 36    | 3     |
| 1993-1994             | Montpellier HSC       | Division 1            | 31          | 3           | 5                     | 0                     | -                              | -                              | -                              | -       | -       | 36    | 3     |
| 1994-1995             | Montpellier HSC       | Division 1            | 33          | 3           | 7                     | 0                     | -                              | -                              | -                              | -       | -       | 40    | 3     |
| 1995-1996             | Montpellier HSC       | Division 1            | 26          | 5           | 5                     | 0                     | -                              | -                              | -                              | -       | -       | 31    | 5     |
| 1996-1997             | Montpellier HSC       | Division 1            | 3           | 0           | -                     | -                     | -                              | -                              | -                              | 5       | 0       | 8     | 0     |
| Sous-total            | Sous-total            | Sous-total            | 233         | 15          | 27                    | 1                     | -                              | 3                              | 0                              | 5       | 0       | 268   | 16    |
| Total sur la carrière | Total sur la carrière | Total sur la carrière | 374         | 16          | 42                    | 1                     | -                              | 13                             | 1                              | 5       | 0       | 434   | 18    |

#### But en coupe d'Europe
Lors de la Coupe UEFA 1985-1986, Michel Der Zakarian marque son unique but en Coupe d'Europe lors du quart de finale retour opposant Nantes à l'Inter Milan.
| Date         | Lieu                          | Adversaire  | Score | Détail des buts                                                                                               |
| ------------ | ----------------------------- | ----------- | ----- | --- |
| 19 mars 1986 | Stade de la Beaujoire, Nantes | Inter Milan | 3-3   | Der Zakarian (9e), Halilhodzic (36e), Le Roux (41e) pour Nantes Altobelli (32e, 65e), Brady (59e ) pour Milan |

### En sélection nationale
Michel Der Zakarian compte cinq sélections en équipe d'Arménie de football.
| Sélection | Date           | Lieu                            | Adversaire      | Résultat | Compétition                                | Note                    |
| --------- | -------------- | ------------------------------- | --------------- | -------- | ------------------------------------------ | ----------------------- |
| 1.        | 31 août 1996   | Stade Hrazdan, Erevan           | Portugal        | 0-0      | Qualifications pour la Coupe du monde 1998 | Sorti à la 9e min       |
| 2.        | 9 octobre 1996 | Stade Hrazdan, Erevan           | Allemagne       | 1-5      | Qualifications pour la Coupe du monde 1998 | Joue le match en entier |
| 3.        | 30 mars 1997   | Stade Boris Paichadze, Tbilissi | Géorgie         | 0-7      | Match amical                               | Sorti à la 45e min      |
| 4.        | 30 avril 1997  | Stade Hrazdan, Erevan           | Irlande du Nord | 0-0      | Qualifications pour la Coupe du monde 1998 | Joue le match en entier |
| 5.        | 7 mai 1997     | Kiev                            | Ukraine         | 1-1      | Qualifications pour la Coupe du monde 1998 | Joue le match en entier |

NB : Les scores sont affichés sans tenir compte du sens conventionnel en cas de match à l'extérieur (Arménie-Adversaire)